# Maka Mary
Maka Mary (Le Havre, 27 marzo 1989) è un allenatore di calcio ed ex calciatore francese, di ruolo difensore, vice allenatore del Créteil-Lusitanos.

## Carriera
Ha giocato in prima divisione con Le Havre e Bastia.

## Palmarès

### Club

#### Competizioni nazionali
- Championnat National: 1

Bastia: 2010-2011
- Campionato francese di seconda divisione: 1

Bastia: 2011-2012